# Praslin (Aube)
Praslin település Franciaországban, Aube megyében. Lakosainak száma 91 fő (2022. január 1.). Praslin Arrelles, Chaource, Lantages, Pargues és Villiers-sous-Praslin községekkel határos.

## Népesség
A település népességének változása:
| Lakosok száma | 84   | 59   | 60   | 60   | 90   | 83   | 90   | 87   | 85   | 91   |
|               | 1968 | 1982 | 1990 | 2006 | 2013 | 2015 | 2017 | 2019 | 2020 | 2022 |